# Solovetski-eilanden
De Solovetski-eilanden (Russisch:Соловецкие острова, Solovetskie ostrova) vormen een archipel in de Onegabaai van de Witte Zee, en zijn onderdeel van de oblast Archangelsk in Rusland. De eilanden hadden in 2002 een bevolking van 968 mensen; in 1989 waren dat nog 1317 mensen.

## Eilanden
De Solovetski-eilanden bevinden zich in de ondiepste en westelijke helft van de Witte Zee. Ze liggen bij de ingang van de Onegabaai.
De archipel heeft een totale oppervlakte van 347 km² en bestaat uit de volgende zes eilanden, die gezamenlijk de Solovki worden genoemd:
- Groot-Solovetski (Большой Соловецкий остров) - 246 km².
- Anzerski (Anzer) (Анзерский остров) - 47 km².
- Groot-Moeksalma (Большая Муксалма) - 17 km².
- Klein-Moeksalma (Малая Муксалма) - 0,57 km².
- Groot-Zajatski (Большой Заяцкий остров) - 1,25 km².
- Klein-Zajatski (Малый Заяцкий остров) - 1,02 km².

De eilanden zijn zacht glooiend en de hoogste berg komt niet boven de 90 meter uit. De eilanden zijn mede gevormd door gletsjers die hoofdzakelijk van het noordnoordwesten naar het zuidzuidoosten bewogen. Er zijn geen rivieren, maar wel veel meren. Het verschil tussen eb en vloed is gemiddeld 0,6 meter. In de zomer kan het zeewater bij de kust opwarmen tot 18-20°C. In de winter vormt zich een ijslaag maar deze is zelden zo uitgebreid dat de eilanden over het ijs zijn te bereiken.
Het klimaat is gematigd ondanks de ligging op 165 kilometer van de Poolcirkel. De ligging in zee matigt de temperatuur. De laagste temperatuur ooit werd geregistreerd in 1893 en was -36,5°C, de hoogste in 1972 toen de thermometer 31,2°C aangaf. In juni is er 21,5 uur daglicht en in december is dit nog maar 4 uur.

## Geschiedenis
De eerste menselijke bewoning van de eilanden begon in het Mesolithicum toen de klimatologische omstandigheden gunstiger waren dan tegenwoordig. Er zijn grafmonumenten gevonden die dit aantonen.
In 1429 kwamen twee monniken, German en Savvati, van het Kirillo-Belozerskiklooster, op de eilanden een nieuw Solovetskiklooster te stichten.  Omstreeks 1582-1594 werd een eerste stenen fort gebouwd en ontwikkelde de eilanden zich tot een religieus, cultureel en militair centrum. Vanwege de geïsoleerde ligging diende het klooster al vanaf de 16e eeuw als plaats waarnaar tegenstanders van het regime verbannen werden. In 1668-76 werd het klooster belegerd door regeringstroepen, omdat het in opstand was gekomen tegen de kerkhervormingen van patriarch Nikon van Moskou. Door de bouw van een nieuw fort aan de monding van de Noordelijke Dvina verloor het de militaire functie in 1774. Het fort bleef overigens wel in gebruik als gevangenis.

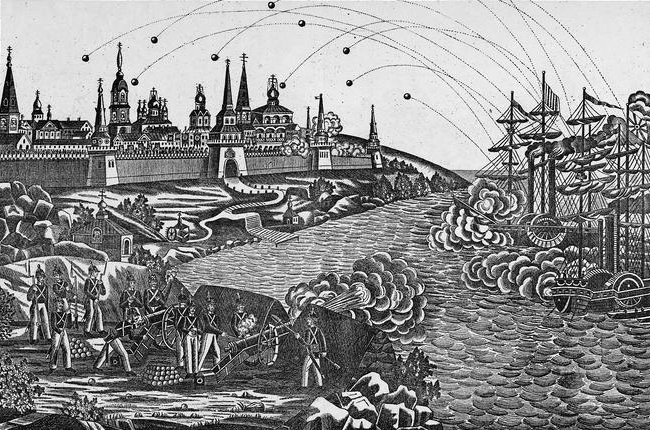
De Britse aanval op Solovki

Tijdens de Krimoorlog voer een squadron van drie Britse oorlogsschepen onder leiding van HMS Miranda de Witte Zee in. Ze beschoten met hun kanonnen het fort en klooster. De aanval op het hoofddoel Archangelsk was niet succesvol.
Na de Oktoberrevolutie in 1917 werd het klooster op last van de Sovjetautoriteiten gesloten. In 1920 werd de eerste gevangenis op Solovetski geopend, op initiatief van Dzerzjinski (hoofd van de Tsjeka), bestemd voor de isolatie van contrarevolutionairen (hoofdzakelijk socialisten die aanvankelijk veel contacten met de buitenwereld in stand wisten te houden). In 1921 werd het hoofdeiland omgevormd tot een van de eerste gevangenenkampen, een voorloper van de goelags en in 1926 werd hier begonnen met de systematische toepassing van dwangarbeid toen door Naftali Frenkel (een gevangene die van onderaf opklom tot kampcommandant van Solovetski) het systeem van voedsel naar prestatie werd ingevoerd. De misstanden in het Solovetskikamp voor Speciale Doeleinden (Russisch: Соловецкий лагер Особо Названия, СЛОН, Solovetskij Lager Osobogo Naznachenija, SLON) waren in het westen bekend, en waren een bron van kritiek van westerse landen op de Sovjet-Unie. Om een einde te maken aan deze kritiek, werd de socialistische schrijver Maksim Gorki in 1929 naar het kamp gestuurd om een positief rapport te schrijven, nadat het kamp eerst grondig was opgeknapt. In 1939 werd het kamp gesloten; enerzijds omdat het vanwege de dreiging van de Tweede Wereldoorlog omgevormd moest worden tot marinebasis, anderzijds omdat het kamp te dicht bij de grens met Finland lag, waardoor de gevangenen te makkelijk zouden kunnen ontsnappen.
De eilanden zijn per boot onder andere te bereiken vanuit Kem; dit is dezelfde route die politieke gevangenen ook aflegden. Sinds 1992 is de archipel opgenomen op de UNESCO Werelderfgoedlijst.